# Castillo de Locubín
Castillo de Locubín és un municipi de la província de Jaén, a la comarca de Sierra Sur, amb una superfície de 102,46 km², una població de 5.009 habitants (2006) i una densitat de població de 48,12 hab/km².